# Zimska univerzijada 1989.
XV. Zimska univerzijada održana je u Sofiji od 2. ožujka do 12. ožujka 1989. godine.